# Ebbenhouten Schoen 1993
De verkiezing van de Ebbenhouten Schoen 1993 werd op 7 mei 1993 gehouden. Victor Ikpeba volgde zijn landgenoot Daniel Amokachi op als winnaar van deze Belgische voetbaltrofee. 

## Winnaar
Het referendum van de Ebbenhouten Schoen werd in 1993 een spannende tweestrijd. De Nigeriaanse aanvaller Victor Ikpeba won uiteindelijk met een punt voorsprong op zijn landgenoot Chidi Nwanu. Ikpeba was tijdens het seizoen 1992/93 met 17 doelpunten de absolute uitblinker bij RFC de Liège. Hij zorgde ervoor dat de club uit Luik onder leiding van trainer Eric Gerets dat seizoen uit de degradatiezone bleef. In de zomer van 1993 trok hij naar AS Monaco, Kelvin Sebwe maakte toen de omgekeerde beweging.
Chidi Nwanu greep net naast de Ebbenhouten Schoen. De runner-up van 1993 had zijn hoge score te danken aan zijn sterke prestaties bij SK Beveren. De Nigeriaanse verdediger was een titularis bij de Waaslanders en verhuisde zes maanden later naar RSC Anderlecht.

## Uitslag
| Nr. | Land             | Naam            | Club(s)      | Punten |
| --- | ---------------- | --------------- | ------------ | ------ |
| 1.  | Vlag van Nigeria | Victor Ikpeba   | RFC de Liège | 267    |
| 2.  | Vlag van Nigeria | Chidi Nwanu     | SK Beveren   | 266    |
| 3.  | Vlag van Nigeria | Daniel Amokachi | Club Brugge  |        |
| 4.  | Vlag van Zaïre   | Roger Lukaku    | FC Boom      |        |

1992 · 1993 · 1994 · 1995 · 1996 · 1997 · 1998 · 1999 · 2000 · 2001 · 2002 · 2003 · 2004 · 2005 · 2006 · 2007 · 2008 · 2009 · 2010 · 2011 · 2012 · 2013 · 2014 · 2015 · 2016 · 2017 · 2018 · 2019 · 2020 · 2021 · 2022 · 2023 · 2024